# Testaments des douze patriarches
Les Testaments des douze patriarches constituent une collection de douze livres bibliques apocryphes, pseudépigraphes intertestamentaires, qui, parvenus dans une version grecque, relatent les discours et recommandations attribués aux douze patriarches fils de Jacob sur leur lit de mort.
L’œuvre, à connotations messianique et eschatologique, a été composée pendant la période du Second Temple. Elle comporte plusieurs strates rédactionnelles s'étalant du IIe siècle av. J.-C. au Ier siècle de l'ère commune — peut-être originellement rédigées en hébreu dans un milieu judaïque — et, dans les recueils conservés, est marquée par interpolations secondaires chrétiennes.

## Manuscrits
Assez peu cités dans la littérature patristique, les Testaments sont connus par quinze manuscrits en grec et la plus ancienne version complète conservée date du Xe siècle. Il existe également une version slavone et une version serbe proches de cette version. Une version arménienne — qui contient moins d'interpolations chrétiennes que la version grecque — est attestée par une cinquantaine de manuscrits mais n'a pas encore été complètement éditée. Les traductions européennes sont, elles, basées sur une version en latin réalisée à partir de la version grecque.
On a retrouvé des fragments en araméen de documents relatifs à Lévi (1Q21, 4Q213, 4Q213a, 4Q213b, 4Q214, 4Q214a, 4Q214b), Juda (3Q7, 4Q538) et Joseph (4Q539) parmi les manuscrits de la mer Morte. Des fragments de Lévi, similaire à 1Q21 et datés du IXe siècle ont été découverts dans la gueniza d'une synagogue caraïte au Caire. Il existe également une version en hébreu tardif du testament de Nephtali. L'analyse des divergences entre les différents fragments et copies révèle au sein du texte un processus de synthèse et d'interpolation.

## Datation
La datation de l’œuvre est difficile et débattue car les matériaux conservés dans l'ouvrage présentent une grande diversité. L’œuvre comporte plusieurs strates rédactionnelles s'étalant du IIe siècle av. J.-C. au Ier siècle de notre ère, mais c'est en hébreu qu'elle a dû être composé à l'origine. À la différence de nombre de manuscrits postérieurs à 100 avant l'ère commune, on n'en a trouvé aucun fragment en hébreu à Qumran ; néanmoins, l'hébreu transparaît à l'arrière-plan de la tradition grecque des textes qui sont parvenus. La critique textuelle ainsi que les sources identifiées font pencher pour un original juif remanié à plusieurs reprises.
La structure du texte, cohérente, semble dater du milieu du Ier siècle av. J.-C., à l'époque de la chute des Hasmonéens après l'invasion romaine de la Palestine. Le scribe du Ier siècle av. J.-C. incorpore à la perfection des matériaux plus anciens datés du IIe siècle av. J.-C.. Si le texte original est ainsi l’œuvre d'un rédacteur juif, il est retouché par des mains chrétiennes comme le montrent les interpolations qui semblent attester d'une volonté de christianiser la pensée originale. Suivant les mentions qui existent du titre de l’œuvre dans des textes en grec, en arménien et en slavon, le terminus ante quem de la compilation est le IIIe siècle.

## Contenu

### Genre littéraire
L’œuvre appartient au genre littéraire des « testaments » — bien que les contours du genre soient débattus — et semble en réunir douze pour symboliser les douze tribus d'Israël. Il ne s'agit pas de documents de succession mais davantage d'exhortations morales, de « testaments spirituels » mettant en valeur les vertus à suivre. Sur un plan formel, chacun des Testaments est présenté comme une copie, mentionnant notamment la bonne santé mentale du mourant. La découverte d'écrits similaires à Qumran semble attester de la popularité du genre entre le Ier siècle av. J.-C. et le Ier siècle.

### Structure
Si l'on se réfère aux sources utilisées, la structure originelle des testaments — quand ils étaient indépendants — semble avoir été de facture soit hébraïque, soit araméenne. Ces textes originaux ont vraisemblablement été compilés et remaniés au début de l'ère chrétienne, les compilateurs opérant des modifications dans les prologues et les épilogues des différents textes afin de donner une unité à l'ensemble.
Chacun des textes des Testaments est construit sur le même modèle : la section fondamentale est présentée comme un récit autobiographique plus ou moins long des épisodes de la vie du patriarche. La seconde partie offre une section parénétique qui propose tantôt des exhortations éthiques à la vertu, tantôt la condamnation des vices opposés. La troisième et dernière partie est de type prophétique, proposant soit des prophéties ex eventu (rétrospectives, d'après des évènements qui ont eu lieu), soit des prophéties qui portent sur l'avenir, présentant alors la fin imminente de la société dans laquelle vit l'auteur pour laisser place à l'instauration miraculeuse d'une société nouvelle.

### Éthique et eschatologie
Les Testaments des douze Patriarches proposent des exhortations à connotation éthique pour édifier les générations à venir. Les scènes de vie détaillées des patriarches servent de cadre à l'exposé de vices ou de vertus de manière à se référer à la loi et aux commandements divins. Ceux-ci sont interprétés par le compilateur des textes sous un angle essentiellement éthique, qui ne s'attache que peu aux prescriptions cultuelles et alimentaires.
C'est le patriarche Joseph qui semble incarner le héros éthique en traversant les Testaments qui prônent comme valeur la justice, l'amour et la vérité. L'amour est ainsi présenté comme le fondement de la vie sociale et valorise le pardon mais n'est d'abord accessible — de manière restreinte — qu'à l'intérieur d'Israël avant de pouvoir s'étendre à tous les hommes lors du salut divin. Là encore, vis-à-vis de cette notion d'amour, Joseph jour un rôle central : renonçant à son propre salut, il se sacrifie pour éviter l’infamie à ses frères.
Pour renforcer les avertissements moraux, les exhortations exposent souvent une lutte entre le bien et le mal où Dieu est opposé à Béliar et des démons. Les fidèles seront protégés par Dieu tandis que les impies finiront exterminés à la fin des temps.
L'auteur — ou le compilateur — du texte semble attendre une intervention divine qui détruira le mal et répondra à la promesse faite à Israël d'établir une royauté éternelle ; en effet la royauté et le sacerdoce ont disparu ou sont dans des mains indignes, allusions probables aux Hasmonéens que l'auteur semble exécrer. Ce sont deux messies, un de lignée sacerdotale descendant de Lévi et un de lignée royale descendant de Juda, qui doivent accomplir l'intervention divine. Ce schéma qui prévoit deux centres de pouvoir est typique du judaïsme postexilique et la double messianité se retrouve également dans les textes de la communauté de Qumran.
L'intervention du messie sacerdotal inaugurera l'ère dans laquelle il n'y aura plus de mal et le Testament de Juda indique quelle sera la part du messie royal avant l'arrivée de Dieu, que l'auteur attend avec une grande espérance : en effet, lorsque les deux messies auront terminé leur tâche c'est Dieu lui-même qui vient sur terre pour vivre avec les hommes, dans un salut final qui concerne — au-delà d'Israël — tous les peuples, dans une eschatologie universaliste.

## Testaments individuels
Les testaments sont classés selon l'ordre de naissance des fils de Jacob. Chaque Testament a une place et une fonction particulière, développant un ou plusieurs thèmes :
1. Testament de Ruben : des pensées ;
2. Testament de Siméon : de l'envie ;
3. Testament de Lévi : du sacerdoce et de l'orgueil ;
4. Testament de Juda : du courage, de la cupidité et de la luxure ;
5. Testament d'Issachar : de la simplicité ;
6. Testament de Zabulon : de la miséricorde et de la pitié ;
7. Testament de Dan : de la colère et du mensonge ;
8. Testament de Nephtali : de la bonté naturelle ;
9. Testament de Gad : de la haine ;
10. Testament d'Aser : des deux faces de la malice et de la vertu ;
11. Testament de Joseph : de la chasteté ;
12. Testament de Benjamin : de la pureté de la pensée.

### Recherche contemporaine
- Paolo Sacchi (trad. de l'italien par Luc Leonas), Les Apocryphes de l'Ancien Testament : Une introduction, Paris, Cerf, 2014, 210 p. (ISBN 978-2-204-09957-8).
- David Hamidovic, « Testaments des douze Patriarches », dans Thomas Römer, Jean-Daniel Macchi et Christophe Nihan (éds.), Introduction à l'Ancien Testament, Labor et Fides, 2009 (1re éd. 2004) (ISBN 978-2-8309-1368-2).
- (en) Gonzalo Aranda Pérez, Florentino García Martínez et Miguel Pérez Ferández, Literatura judía intertestamentaria, Estella, coll. « Verbo divino », 1998.
- (en) Marinus De Jonge (éd.), Studies on the Testaments of the Twelve Patriarchs : Test and Interpretation, Leiden, Brill, 1997, 329 p. (ISBN 90-04-04379-9, lire en ligne).
- (en) Marinus De Jonge, « Robert Grosseteste and the Testaments of the Twelve Patriarchs », The Journal of Theological Studies, no 42(1),‎ 1991, p. 115-125.
- (en) Florentino García Martínez, « Libro de los Patriarcas », dans F. García Martínez (éd.), Textos de Qumrán, Trotta, 1992 (ISBN 84-87699-44-8), p. 316-319.
- (es) Antonio Piñero, « Testamento de los Doce Patriarcas », dans Alejandro Díez-Macho (éd.), Apócrifos del Antiguo Testamento, vol. V, Cristiandad, 1987 (ISBN 84-7057-421-3), p. 9-158.

### Recherche ancienne
- (en) Peter W. Macky, The importance of the Teaching of God, Evil and Eschatology for the Dating of the Testaments of the Twelve Patriarchs (Th. Diiss. Princeton Theological Seminary), Michigan University microfil, 1971.
- (en) Michael E. Stone, The Testament of Levi. A first study of the Armenian mss. of the Testament of Twelve Patriarchs, Jérusalem, 1969.
- Marc Philonenko, « Les interpolations chrétiennes des Testaments des Douze Patriarches et les manuscrits de Qumrân », Revue d'histoire et de philosophie religieuse,‎ 1958, p. 309-343. Paris.
- Józef Tadeusz Milik, « Le Testament de Lévi en araméen. Fragments de la grotte 4 de Qumrân (4QTLeviar) », Revue biblique, no 62,‎ 1955, p. 398-406.
- André Dupont-Sommer, « Le Testament de Lévi et la secte juive de l'Alliance », Semítica, Paris, Institut d'études sémitiques de l'université de Paris, Centre national de la recherche scientifique, no 4,‎ 1951, p. 32-53.
- (en) Robert Henry Charles, The Greek Versions of the Twelve Patriarchs, Edited from nine MSS together with the variants of the Armenian and Slavonic versions and some Hebrew fragments (édition originale : Oxford University Press, 1908), Darmstadt, Wissenschaftliche Buchgesellschaft, 1966.

### Traduction française
- Marc Philonenko, « Testaments des douze Patriarches », dans A. Dupont-Sommer et M. Philonenko (éds.), La Bible : Écrits intertestamentaires, Gallimard, coll. « La Pléiade », 1987 (lire en ligne), p. LXXV-LXXXI et 811-944